# Léon Le Minor
Léon Le Minor (Pont-l'Abbé, 16 de abril de 1920) é um microbiologista francês, foi diretor de laboratório no Instituto Pasteur.

## Vida e atuação
Le Minor frequentou o Collège de La Tour d’Auvergne em Quimper e estudou medicina em Tours (formado em 1940), seguido de treinamento prático com o Hospital de Tours (1941). A partir de 1943 esteva no Instituto Pasteur, onde se tornou assistente em 1945 e em 1947 tornou-se responsável pelo Laboratório Salmonella, sendo chefe do mesmo um ano depois. Em 1945 recebeu o doutorado em medicina (Docteur en médecine) e em 1958 foi nomeado professor (Maître de conférences). Em 1959 foi chefe do Departamento de Enterobactérias e professor do Instituto Pasteur. Em 1965 obteve um segundo doutorado (Docteur d’état ès sciences naturelles) e no mesmo ano tornou-se chefe do Centro Internacional de Salmonella da Organização Mundial da Saúde. Foi professor sem cátedra na faculdade de medicina em Paris desde 1967 e, desde 1970, professor de bacteriologia e virologia na Faculdade de Medicina Necker (Faculté de médecine Necker). De 1977 até meados da década de 1990 liderou o grupo de pesquisa do Institut National de la Santé et de la Recherche Médicale (INSERM) sobre enterobactérias. Anteriormente esteve no Sub-Comitê Enterobacteriaceae da Associação Internacional de Sociedades de Microbiologia em 1952, nos anos 1960 foi membro dos Comitês do INSERM em Bacteriologia e Virologia e no Conselho Científico do Instituto Pasteur. Em 1989 aposentou-se, mas ocupou um cargo de professor honorário na Faculdade de Medicina Necker e permaneceu como Chef de Service Honoraire no Instituto Pasteur.
Em 1947 recebeu a medalha de prata da Academia Nacional de Medicina (França) (da qual é membro desde 1983) e em 1958 o Prix La Caze da Académie des Sciences. Em 1965 recebeu o Prêmio Paul Ehrlich e Ludwig Darmstaedter. É oficial da Ordem Nacional da Legião de Honra (1968), comandante da Ordem Nacional do Mérito (França) e da Ordre de la Santé publique (1955). Em 1957 foi secretário geral da Sociedade Francesa de Microbiologia (Société Française de Microbiologie).

## Obras
- Le Diagnostic de laboratoire des entérobactéries, 3.ª Edição, Éditions de la Tourelle, Paris 1967
- com M. Véron Bactériologie médicale, Flammarion Médecine-Sciences, Paris 1989
- Méthodes de laboratoire pour l'identification des entérobactéries, Institut Pasteur, Paris 1993
- Colaborou com a seção sobre salmonelas em diversas obras internacionais como Bergey´s Manual of Determinative Bacteriology, The Procariotes, Methods in Bacteriology.